# Draft NFL 2002
Il Draft NFL 2002 è il classico avvenimento annuale organizzato dalla NFL che si è tenuto il 20 e il 21 aprile 2002. L'ordine del draft era costituito semplicemente invertendo l'ordine di come si è conclusa la stagione regolare 2001, quindi dalla squadra che aveva ottenuto meno vittorie a quella con più vittorie; tranne per le ultime due scelte (31ª e 32ª) che sono state assegnate rispettivamente alla perdente e alla vincente del Super Bowl XXXVI. In caso di parità di vittorie si guardava come prima cosa la difficoltà del calendario che le squadre con lo stesso numero di vittorie si erano affrontate. In caso di ulteriore parità si guardavano il numero delle vittorie raggiunte all'interno della propria division o conference. Se la parità persisteva la decisione veniva presa con il lancio della monetina.

## Scelte
|  | = Pro Bowler †  |
|  | = Hall of Famer |

|  | Giro | Scelta | Squadra              | Giocatore                                     | Ruolo                                         | College                                       | Conference                                    |
|  | ---- | ------ | -------------------- | --------------------------------------------- | --------------------------------------------- | --------------------------------------------- | --------------------------------------------- |
|  | 1    | 1      | Houston Texans       | David Carr                                    | QB                                            | Fresno State                                  | WAC                                           |
|  | 1    | 2      | Carolina Panthers    | Julius Peppers                                | DE                                            | North Carolina                                | ACC                                           |
|  | 1    | 3      | Detroit Lions        | Joey Harrington                               | QB                                            | Oregon                                        | Pac-10                                        |
|  | 1    | 4      | Buffalo Bills        | Mike Williams                                 | OT                                            | Texas                                         | Big 12                                        |
|  | 1    | 5      | San Diego Chargers   | Quentin Jammer                                | CB                                            | Texas                                         | Big 12                                        |
|  | 1    | 6      | Kansas City Chiefs   | Ryan Sims                                     | DT                                            | North Carolina                                | ACC                                           |
|  | 1    | 7      | Minnesota Vikings    | Bryant McKinnie†                              | OT                                            | Miami (FL)                                    | Big East                                      |
|  | 1    | 8      | Dallas Cowboys       | Roy Williams†                                 | SS                                            | Oklahoma                                      | Big 12                                        |
|  | 1    | 9      | Jacksonville Jaguars | John Henderson†                               | DT                                            | Tennessee                                     | SEC                                           |
|  | 1    | 10     | Cincinnati Bengals   | Levi Jones                                    | OT                                            | Arizona State                                 | Pac-10                                        |
|  | 1    | 11     | Indianapolis Colts   | Dwight Freeney†                               | DE                                            | Syracuse                                      | Big East                                      |
|  | 1    | 12     | Arizona Cardinals    | Wendell Bryant                                | DT                                            | Wisconsin                                     | Big Ten                                       |
|  | 1    | 13     | New Orleans Saints   | Donté Stallworth                              | WR                                            | Tennessee                                     | SEC                                           |
|  | 1    | 14     | New York Giants      | Jeremy Shockey†                               | TE                                            | Miami (FL)                                    | Big East                                      |
|  | 1    | 15     | Tennessee Titans     | Albert Haynesworth†                           | DT                                            | Tennessee                                     | SEC                                           |
|  | 1    | 16     | Cleveland Browns     | William Green                                 | RB                                            | Boston College                                | Big East                                      |
|  | 1    | 17     | Oakland Raiders      | Phillip Buchanon                              | CB                                            | Miami (FL)                                    | Big East                                      |
|  | 1    | 18     | Atlanta Falcons      | T.J. Duckett                                  | RB                                            | Michigan State                                | Big Ten                                       |
|  | 1    | 19     | Denver Broncos       | Ashley Lelie                                  | WR                                            | Hawaiʻi                                       | WAC                                           |
|  | 1    | 20     | Green Bay Packers    | Javon Walker†                                 | WR                                            | Florida State                                 | ACC                                           |
|  | 1    | 21     | New England Patriots | Daniel Graham                                 | TE                                            | Colorado                                      | Big 12                                        |
|  | 1    | 22     | New York Jets        | Bryan Thomas                                  | DE                                            | UAB                                           | C-USA                                         |
|  | 1    | 23     | Oakland Raiders      | Napoleon Harris                               | LB                                            | Northwestern                                  | Big Ten                                       |
|  | 1    | 24     | Baltimore Ravens     | Ed Reed†                                      | FS                                            | Miami (FL)                                    | Big East                                      |
|  | 1    | 25     | New Orleans Saints   | Charles Grant                                 | DE                                            | Georgia                                       | SEC                                           |
|  | 1    | 26     | Philadelphia Eagles  | Lito Sheppard†                                | CB                                            | Florida                                       | SEC                                           |
|  | 1    | 27     | San Francisco 49ers  | Mike Rumph                                    | CB                                            | Miami (FL)                                    | Big East                                      |
|  | 1    | 28     | Seattle Seahawks     | Jerramy Stevens                               | TE                                            | Washington                                    | Pac-10                                        |
|  | 1    | 29     | Chicago Bears        | Marc Colombo                                  | OT                                            | Boston College                                | Big East                                      |
|  | 1    | 30     | Pittsburgh Steelers  | Kendall Simmons                               | G                                             | Auburn                                        | SEC                                           |
|  | 1    | 31     | St. Louis Rams       | Robert Thomas                                 | LB                                            | UCLA                                          | Pac-10                                        |
|  | 1    | 32     | Washington Redskins  | Patrick Ramsey                                | QB                                            | Tulane                                        | C-USA                                         |
|  | 2    | 33     | Houston Texans       | Jabar Gaffney                                 | WR                                            | Florida                                       | SEC                                           |
|  | 2    | 34     | Carolina Panthers    | DeShaun Foster                                | RB                                            | UCLA                                          | Pac-10                                        |
|  | 2    | 35     | Detroit Lions        | Kalimba Edwards                               | DE                                            | South Carolina                                | SEC                                           |
|  | 2    | 36     | Buffalo Bills        | Josh Reed                                     | WR                                            | LSU                                           | SEC                                           |
|  | 2    | 37     | Dallas Cowboys       | Andre Gurode†                                 | C                                             | Colorado                                      | Big 12                                        |
|  | 2    | 38     | Minnesota Vikings    | Raonall Smith                                 | LB                                            | Washington State                              | Pac-10                                        |
|  | 2    | 39     | San Diego Chargers   | Toniu Fonoti                                  | G                                             | Nebraska                                      | Big 12                                        |
|  | 2    | 40     | Jacksonville Jaguars | Mike Pearson                                  | OT                                            | Florida                                       | SEC                                           |
|  | 2    | 41     | Cincinnati Bengals   | Lamont Thompson                               | FS                                            | Washington State                              | Pac-10                                        |
|  | 2    | 42     | Indianapolis Colts   | Larry Tripplett                               | DT                                            | Washington                                    | Pac-10                                        |
|  | 2    | 43     | Kansas City Chiefs   | Eddie Freeman                                 | DE                                            | UAB                                           | C-USA                                         |
|  | 2    | 44     | New Orleans Saints   | LeCharles Bentley†                            | C                                             | Ohio State                                    | Big Ten                                       |
|  | 2    | 45     | Tennessee Titans     | Tank Williams                                 | SS                                            | Stanford                                      | Pac-10                                        |
|  | 2    | 46     | New York Giants      | Tim Carter                                    | WR                                            | Auburn                                        | SEC                                           |
|  | 2    | 47     | Cleveland Browns     | André Davis                                   | WR                                            | Virginia Tech                                 | Big East                                      |
|  | 2    | 48     | San Diego Chargers   | Reche Caldwell                                | WR                                            | Florida                                       | SEC                                           |
|  | 2    | 49     | Arizona Cardinals    | Levar Fisher                                  | LB                                            | NC State                                      | ACC                                           |
|  | 2    | 50     | Houston Texans       | Chester Pitts                                 | G                                             | San Diego State                               | MWC                                           |
|  | 2    | 51     | Denver Broncos       | Clinton Portis†                               | RB                                            | Miami (FL)                                    | Big East                                      |
|  | 2    | 52     | Baltimore Ravens     | Anthony Weaver                                | DE                                            | Notre Dame                                    | Ind.                                          |
|  | 2    | 53     | Oakland Raiders      | Langston Walker                               | G                                             | California                                    | Pac-10                                        |
|  | 2    | 54     | Seattle Seahawks     | Maurice Morris                                | RB                                            | Oregon                                        | Pac-10                                        |
|  | 2    | 55     | Oakland Raiders      | Doug Jolley                                   | TE                                            | BYU                                           | MWC                                           |
|  | 2    | 56     | Washington Redskins  | Ladell Betts                                  | RB                                            | Iowa                                          | Big Ten                                       |
|  | 2    | 57     | New York Jets        | Jon McGraw                                    | S                                             | Kansas State                                  | Big 12                                        |
|  | 2    | 58     | Philadelphia Eagles  | Michael Lewis†                                | S                                             | Colorado                                      | Big 12                                        |
|  | 2    | 59     | Philadelphia Eagles  | Sheldon Brown                                 | CB                                            | South Carolina                                | SEC                                           |
|  | 2    | 60     | Seattle Seahawks     | Anton Palepoi                                 | DE                                            | UNLV                                          | MWC                                           |
|  | 2    | 61     | Buffalo Bills        | Ryan Denney                                   | DE                                            | BYU                                           | MWC                                           |
|  | 2    | 62     | Pittsburgh Steelers  | Antwaan Randle El                             | WR                                            | Indiana                                       | Big Ten                                       |
|  | 2    | 63     | Dallas Cowboys       | Antonio Bryant                                | WR                                            | Pittsburgh                                    | Big East                                      |
|  | 2    | 64     | St. Louis Rams       | Travis Fisher                                 | CB                                            | UCF                                           | Ind.                                          |
|  | 2    | 65     | New England Patriots | Deion Branch                                  | WR                                            | Louisville                                    | C-USA                                         |
|  | 3    | 66     | Houston Texans       | Fred Weary                                    | G                                             | Tennessee                                     | SEC                                           |
|  | 3    | 67     | Cincinnati Bengals   | Matt Schobel                                  | TE                                            | TCU                                           | C-USA                                         |
|  | 3    | 68     | Detroit Lions        | André Goodman                                 | CB                                            | South Carolina                                | SEC                                           |
|  | 3    | 69     | San Francisco 49ers  | Saleem Rasheed                                | LB                                            | Alabama                                       | SEC                                           |
|  | 3    | 70     | Minnesota Vikings    | Willie Offord                                 | SS                                            | South Carolina                                | SEC                                           |
|  | 3    | 71     | San Diego Chargers   | Ben Leber                                     | LB                                            | Kansas State                                  | Big 12                                        |
|  | 3    | 72     | Chicago Bears        | Roosevelt Williams                            | CB                                            | Tuskegee                                      | SIAC                                          |
|  | 3    | 73     | Carolina Panthers    | Will Witherspoon                              | LB                                            | Georgia                                       | SEC                                           |
|  | 3    | 74     | Indianapolis Colts   | Joseph Jefferson                              | SS                                            | Western Kentucky                              | Gateway                                       |
|  | 3    | 75     | Dallas Cowboys       | Derek Ross                                    | CB                                            | Ohio State                                    | Big Ten                                       |
|  | 3    | 76     | Cleveland Browns     | Melvin Fowler                                 | C                                             | Maryland                                      | ACC                                           |
|  | 3    | 77     | Tennessee Titans     | Rocky Calmus                                  | LB                                            | Oklahoma                                      | Big 12                                        |
|  | 3    | 78     | New York Giants      | Jeff Hatch                                    | OT                                            | Penn                                          | Ivy                                           |
|  | 3    | 79     | Washington Redskins  | Rashad Bauman                                 | CB                                            | Oregon                                        | Pac-10                                        |
|  | 3    | 80     | Atlanta Falcons      | Will Overstreet                               | LB                                            | Tennessee                                     | SEC                                           |
|  | 3    | 81     | Arizona Cardinals    | Josh McCown                                   | QB                                            | Sam Houston State                             | Southland                                     |
|  | 3    | 82     | New Orleans Saints   | James Allen                                   | LB                                            | Oregon State                                  | Pac-10                                        |
|  | 3¤   | 83     | Houston Texans       | Charles Hill                                  | NT                                            | Maryland                                      | ACC                                           |
|  | 3    | 84     | St. Louis Rams       | Lamar Gordon                                  | FB                                            | North Dakota State                            | NCIAC                                         |
|  | 3    | –      | Denver Broncos       | revocata a causa di violazioni del salary cap | revocata a causa di violazioni del salary cap | revocata a causa di violazioni del salary cap | revocata a causa di violazioni del salary cap |
|  | 3    | 85     | Seattle Seahawks     | Kris Richard                                  | CB                                            | USC                                           | Pac-10                                        |
|  | 3    | 86     | Tampa Bay Buccaneers | Marquise Walker                               | WR                                            | Michigan                                      | Big Ten                                       |
|  | 3    | 87     | Washington Redskins  | Cliff Russell                                 | WR                                            | Utah                                          | MWC                                           |
|  | 3    | 88     | New York Jets        | Chris Baker                                   | TE                                            | Michigan State                                | Big Ten                                       |
|  | 3    | 89     | Jacksonville Jaguars | Akin Ayodele                                  | LB                                            | Purdue                                        | Big Ten                                       |
|  | 3    | 90     | Miami Dolphins       | Seth McKinney                                 | C                                             | Texas A&M                                     | Big 12                                        |
|  | 3    | 91     | Philadelphia Eagles  | Brian Westbrook†                              | RB                                            | Villanova                                     | A-10                                          |
|  | 3    | –      | San Francisco 49ers  | revocata a causa di violazioni del salary cap | revocata a causa di violazioni del salary cap | revocata a causa di violazioni del salary cap | revocata a causa di violazioni del salary cap |
|  | 3    | 92     | Green Bay Packers    | Marques Anderson                              | FS                                            | UCLA                                          | Pac-10                                        |
|  | 3    | 93     | Chicago Bears        | Terrence Metcalf                              | G                                             | Mississippi                                   | SEC                                           |
|  | 3    | 94     | Pittsburgh Steelers  | Chris Hope†                                   | FS                                            | Florida State                                 | ACC                                           |
|  | 3    | 95     | St. Louis Rams       | Eric Crouch                                   | WR                                            | Nebraska                                      | Big 12                                        |
|  | 3    | 96     | Denver Broncos       | Dorsett Davis                                 | DT                                            | Mississippi State                             | SEC                                           |
|  | 3*   | 97     | Buffalo Bills        | Coy Wire                                      | SS                                            | Stanford                                      | Pac-10                                        |
|  | 3*   | 98     | Arizona Cardinals    | Dennis Johnson                                | DE                                            | Kentucky                                      | SEC                                           |
|  | 4    | 99     | Houston Texans       | Jonathan Wells                                | RB                                            | Ohio State                                    | Big Ten                                       |
|  | 4    | 100    | Carolina Panthers    | Dante Wesley                                  | CB                                            | Arkansas–Pine Bluff                           | SWAC                                          |
|  | 4    | 101    | Cleveland Browns     | Kevin Bentley                                 | LB                                            | Northwestern                                  | Big Ten                                       |
|  | 4    | 102    | San Francisco 49ers  | Jeff Chandler                                 | K                                             | Florida                                       | SEC                                           |
|  | 4    | 103    | San Diego Chargers   | Justin Peelle                                 | TE                                            | Oregon                                        | Pac-10                                        |
|  | 4    | 104    | Chicago Bears        | Alex Brown                                    | DE                                            | Florida                                       | SEC                                           |
|  | 4    | 105    | Minnesota Vikings    | Brian Williams                                | DB                                            | NC State                                      | ACC                                           |
|  | 4    | 106    | Indianapolis Colts   | David Thornton                                | LB                                            | North Carolina                                | ACC                                           |
|  | 4    | 107    | Kansas City Chiefs   | Omar Easy                                     | FB                                            | Penn State                                    | Big Ten                                       |
|  | 4    | 108    | Jacksonville Jaguars | David Garrard†                                | QB                                            | East Carolina                                 | C-USA                                         |
|  | 4    | 109    | Cincinnati Bengals   | Travis Dorsch                                 | K                                             | Purdue                                        | Big Ten                                       |
|  | 4    | 110    | Tennessee Titans     | Mike Echols                                   | CB                                            | Wisconsin                                     | Big Ten                                       |
|  | 4    | 111    | Cleveland Browns     | Ben Taylor                                    | LB                                            | Virginia Tech                                 | Big East                                      |
|  | 4    | 112    | Baltimore Ravens     | Dave Zastudil                                 | P                                             | Ohio                                          | MAC                                           |
|  | 4    | 113    | Arizona Cardinals    | Nate Dwyer                                    | DT                                            | Kansas                                        | Big 12                                        |
|  | 4    | 114    | Miami Dolphins       | Randy McMichael                               | TE                                            | Georgia                                       | SEC                                           |
|  | 4    | 115    | Tennessee Titans     | Tony Beckham                                  | CB                                            | UW–Stout                                      | WIAC                                          |
|  | 4¤   | 116    | Atlanta Falcons      | Martin Bibla                                  | G                                             | Miami (FL)                                    | Big East                                      |
|  | 4    | 117    | New England Patriots | Rohan Davey                                   | QB                                            | LSU                                           | SEC                                           |
|  | 4    | 118    | Jacksonville Jaguars | Chris Luzar                                   | TE                                            | Virginia                                      | ACC                                           |
|  | 4    | 119    | Tampa Bay Buccaneers | Travis Stephens                               | RB                                            | Tennessee                                     | SEC                                           |
|  | 4    | 120    | Seattle Seahawks     | Terreal Bierria                               | SS                                            | Georgia                                       | SEC                                           |
|  | 4    | 121    | New York Jets        | Alan Harper                                   | NT                                            | Fresno State                                  | WAC                                           |
|  | 4    | 122    | Cleveland Browns     | Darnell Sanders                               | TE                                            | Ohio State                                    | Big Ten                                       |
|  | 4    | 123    | Baltimore Ravens     | Ron Johnson                                   | WR                                            | Minnesota                                     | Big Ten                                       |
|  | 4    | 124    | Philadelphia Eagles  | Scott Peters                                  | C                                             | Arizona State                                 | Pac-10                                        |
|  | 4    | 125    | New Orleans Saints   | Keyuo Craver                                  | CB                                            | Nebraska                                      | Big 12                                        |
|  | 4    | 126    | New England Patriots | Jarvis Green                                  | DE                                            | LSU                                           | SEC                                           |
|  | 4    | 127    | San Francisco 49ers  | Kevin Curtis                                  | DB                                            | Texas Tech                                    | Big 12                                        |
|  | 4    | 128    | Pittsburgh Steelers  | Larry Foote                                   | LB                                            | Michigan                                      | Big Ten                                       |
|  | 4    | 129    | Dallas Cowboys       | Jamar Martin                                  | FB                                            | Ohio State                                    | Big Ten                                       |
|  | 4    | 130    | St. Louis Rams       | Travis Scott                                  | G                                             | Arizona State                                 | Pac-10                                        |
|  | 4    | 131    | Denver Broncos       | Sam Brandon                                   | SS                                            | UNLV                                          | MWC                                           |
|  | 4*   | 132    | Minnesota Vikings    | Ed Ta'amu                                     | G                                             | Utah                                          | MWC                                           |
|  | 4*   | 133    | Tennessee Titans     | Rocky Boiman                                  | LB                                            | Notre Dame                                    | Ind.                                          |
|  | 4*   | 134    | Detroit Lions        | Johnathan Taylor                              | DE                                            | Montana State                                 | Big Sky                                       |
|  | 4*   | 135    | Green Bay Packers    | Najeh Davenport                               | RB                                            | Miami (FL)                                    | Big East                                      |
|  | 5    | 136    | Houston Texans       | Jarrod Baxter                                 | FB                                            | New Mexico                                    | MWC                                           |
|  | 5    | 137    | Carolina Panthers    | Randy Fasani                                  | QB                                            | Stanford                                      | Pac-10                                        |
|  | 5    | 138    | Detroit Lions        | John Owens                                    | TE                                            | Notre Dame                                    | Ind.                                          |
|  | 5    | 139    | Buffalo Bills        | Justin Bannan                                 | DT                                            | Colorado                                      | Big 12                                        |
|  | 5    | 140    | Chicago Bears        | Bobby Gray                                    | S                                             | Louisiana Tech                                | WAC                                           |
|  | 5    | 141    | Cleveland Browns     | Andra Davis                                   | LB                                            | Florida                                       | SEC                                           |
|  | 5    | 142    | San Diego Chargers   | Terry Charles                                 | WR                                            | Portland State                                | Big Sky                                       |
|  | 5    | 143    | Kansas City Chiefs   | Scott Fujita                                  | LB                                            | California                                    | Pac-10                                        |
|  | 5    | 144    | Denver Broncos       | Herb Haygood                                  | WR                                            | Michigan State                                | Big Ten                                       |
|  | 5    | 145    | Carolina Panthers    | Kyle Johnson                                  | FB                                            | Syracuse                                      | Big East                                      |
|  | 5    | 146    | Seattle Seahawks     | Rocky Bernard                                 | DT                                            | Texas A&M                                     | Big 12                                        |
|  | 5    | 147    | Oakland Raiders      | Kenyon Coleman                                | DE                                            | UCLA                                          | Pac-10                                        |
|  | 5    | 148    | Atlanta Falcons      | Kevin McCadam                                 | S                                             | Virginia Tech                                 | Big East                                      |
|  | 5    | 149    | Arizona Cardinals    | Jason McAddley                                | WR                                            | Alabama                                       | SEC                                           |
|  | 5    | 150    | New Orleans Saints   | Mel Mitchell                                  | S                                             | Western Kentucky                              | Gateway                                       |
|  | 5    | 151    | Tennessee Titans     | Jake Schifino                                 | WR                                            | Akron                                         | MAC                                           |
|  | 5    | 152    | New York Giants      | Nick Greisen                                  | LB                                            | Wisconsin                                     | Big Ten                                       |
|  | 5    | 153    | Houston Texans       | Ramon Walker                                  | S                                             | Pittsburgh                                    | Big East                                      |
|  | 5    | 154    | New York Jets        | Jonathan Goodwin†                             | G                                             | Michigan                                      | Big Ten                                       |
|  | 5    | 155    | Baltimore Ravens     | Terry Jones                                   | TE                                            | Alabama                                       | SEC                                           |
|  | 5    | 156    | Green Bay Packers    | Aaron Kampman†                                | DE                                            | Iowa                                          | Big Ten                                       |
|  | 5    | 157    | Tampa Bay Buccaneers | Jermaine Phillips                             | S                                             | Georgia                                       | SEC                                           |
|  | 5    | 158    | Atlanta Falcons      | Kurt Kittner                                  | QB                                            | Illinois                                      | Big Ten                                       |
|  | 5    | 159    | Washington Redskins  | Andre Lott                                    | S                                             | Tennessee                                     | SEC                                           |
|  | 5    | 160    | Washington Redskins  | Robert Royal                                  | TE                                            | LSU                                           | SEC                                           |
|  | 5    | 161    | Miami Dolphins       | Omare Lowe                                    | S                                             | Washington                                    | Pac-10                                        |
|  | 5    | 162    | Philadelphia Eagles  | Freddie Milons                                | WR                                            | Alabama                                       | SEC                                           |
|  | 5    | 163    | San Francisco 49ers  | Brandon Doman                                 | QB                                            | BYU                                           | MWC                                           |
|  | 5    | 164    | Green Bay Packers    | Craig Nall                                    | QB                                            | Northwestern State                            | Southland                                     |
|  | 5    | 165    | Chicago Bears        | Bryan Knight                                  | LB                                            | Pittsburgh                                    | Big East                                      |
|  | 5    | 166    | Pittsburgh Steelers  | Verron Haynes                                 | RB                                            | Georgia                                       | SEC                                           |
|  | 5    | 167    | St. Louis Rams       | Courtland Bullard                             | LB                                            | Ohio State                                    | Big Ten                                       |
|  | 5    | 168    | Dallas Cowboys       | Pete Hunter                                   | CB                                            | Virginia Union                                | CIAA                                          |
|  | 5*   | 169    | Seattle Seahawks     | Ryan Hannam                                   | TE                                            | Northern Iowa                                 | Gateway                                       |
|  | 5*   | 170    | Miami Dolphins       | Sam Simmons                                   | WR                                            | Northwestern                                  | Big Ten                                       |
|  | 5*   | 171    | Seattle Seahawks     | Matt Hill                                     | OT                                            | Boise State                                   | WAC                                           |
|  | 5*   | 172    | San Francisco 49ers  | Josh Shaw                                     | DT                                            | Michigan State                                | Big Ten                                       |
|  | 6    | 173    | Houston Texans       | DeMarcus Faggins                              | CB                                            | Kansas State                                  | Big 12                                        |
|  | 6    | 174    | Carolina Panthers    | Keith Heinrich                                | TE                                            | Sam Houston State                             | Southland                                     |
|  | 6    | 175    | Detroit Lions        | Chris Cash                                    | CB                                            | USC                                           | Pac-10                                        |
|  | 6    | 176    | Buffalo Bills        | Kevin Thomas                                  | CB                                            | UNLV                                          | MWC                                           |
|  | 6    | 177    | Minnesota Vikings    | Nick Rogers                                   | LB                                            | Georgia Tech                                  | ACC                                           |
|  | 6    | 178    | San Diego Chargers   | Matt Anderle                                  | OT                                            | Minnesota                                     | Big Ten                                       |
|  | 6    | 179    | Dallas Cowboys       | Tyson Walter                                  | C                                             | Ohio State                                    | Big Ten                                       |
|  | 6    | 180    | Jacksonville Jaguars | Clenton Ballard                               | DT                                            | Southwest Texas State                         | Southland                                     |
|  | 6    | 181    | Cincinnati Bengals   | Marquand Manuel                               | S                                             | Florida                                       | SEC                                           |
|  | 6    | 182    | Indianapolis Colts   | David Pugh                                    | DT                                            | Virginia Tech                                 | Big East                                      |
|  | 6    | 183    | Indianapolis Colts   | James Lewis                                   | DB                                            | Miami (FL)                                    | Big East                                      |
|  | 6    | 184    | Atlanta Falcons      | Kahlil Hill                                   | WR                                            | Iowa                                          | Big Ten                                       |
|  | 6    | 185    | Arizona Cardinals    | Josh Scobey                                   | RB                                            | Kansas State                                  | Big 12                                        |
|  | 6    | 186    | New Orleans Saints   | J.T. O'Sullivan                               | QB                                            | UC Davis                                      | Div. II Ind.                                  |
|  | 6    | 187    | Tennessee Titans     | Justin Hartwig                                | C                                             | Kansas                                        | Big 12                                        |
|  | 6    | 188    | New York Giants      | Wesly Mallard                                 | LB                                            | Oregon                                        | Pac-10                                        |
|  | 6    | 189    | Oakland Raiders      | Keyon Nash                                    | DB                                            | Albany State                                  | SIAC                                          |
|  | 6¤   | 190    | Houston Texans       | Howard Green                                  | DT                                            | LSU                                           | SEC                                           |
|  | 6    | 191    | Denver Broncos       | Jeb Putzier                                   | TE                                            | Boise State                                   | WAC                                           |
|  | 6    | 192    | Washington Redskins  | Reggie Coleman                                | OT                                            | Tennessee                                     | SEC                                           |
|  | 6    | 193    | Tampa Bay Buccaneers | John Stamper                                  | DE                                            | South Carolina                                | SEC                                           |
|  | 6    | 194    | Seattle Seahawks     | Craig Jarrett                                 | P                                             | Michigan State                                | Big Ten                                       |
|  | 6    | 195    | Baltimore Ravens     | Lamont Brightful                              | CB                                            | Eastern Washington                            | Big Sky                                       |
|  | 6    | 196    | New Orleans Saints   | John Gilmore                                  | TE                                            | Penn State                                    | Big Ten                                       |
|  | 6    | 197    | Oakland Raiders      | Larry Ned                                     | RB                                            | San Diego State                               | MWC                                           |
|  | 6    | 198    | Philadelphia Eagles  | Tyreo Harrison                                | LB                                            | Notre Dame                                    | Ind.                                          |
|  | 6    | 199    | Chicago Bears        | Adrian Peterson                               | RB                                            | Georgia Southern                              | SoCon                                         |
|  | 6    | 200    | Green Bay Packers    | Mike Houghton                                 | OT                                            | San Diego State                               | MWC                                           |
|  | 6    | 201    | San Francisco 49ers  | Mark Anelli                                   | TE                                            | Wisconsin                                     | Big Ten                                       |
|  | 6    | 202    | Pittsburgh Steelers  | Lee Mays                                      | WR                                            | UTEP                                          | WAC                                           |
|  | 6    | 203    | Chicago Bears        | Jamin Elliott                                 | WR                                            | Delaware                                      | A-10                                          |
|  | 6    | 204    | Indianapolis Colts   | Brian Allen                                   | RB                                            | Stanford                                      | Pac-10                                        |
|  | 6    | 205    | St. Louis Rams       | Steve Bellisari                               | QB                                            | Ohio State                                    | Big Ten                                       |
|  | 6*   | 206    | Baltimore Ravens     | Javin Hunter                                  | WR                                            | Notre Dame                                    | Ind.                                          |
|  | 6*   | 207    | Baltimore Ravens     | Chester Taylor                                | RB                                            | Toledo                                        | MAC                                           |
|  | 6*   | 208    | Dallas Cowboys       | DeVeren Johnson                               | WR                                            | Sacred Heart                                  | NEC                                           |
|  | 6*   | 209    | Baltimore Ravens     | Chad Williams                                 | S                                             | Southern Miss                                 | C-USA                                         |
|  | 6*   | 210    | Chicago Bears        | Bryan Fletcher                                | TE                                            | UCLA                                          | Pac-10                                        |
|  | 6*   | 211    | Dallas Cowboys       | Bob Slowikowski                               | TE                                            | Virginia Tech                                 | Big East                                      |
|  | 7    | 212    | Pittsburgh Steelers  | Lavar Glover                                  | DB                                            | Cincinnati                                    | C-USA                                         |
|  | 7    | 213    | Carolina Panthers    | Pete Campion                                  | G                                             | North Dakota State                            | NCIAC                                         |
|  | 7    | 214    | Detroit Lions        | Luke Staley                                   | RB                                            | BYU                                           | MWC                                           |
|  | 7    | 215    | Buffalo Bills        | Mike Pucillo                                  | C                                             | Auburn                                        | SEC                                           |
|  | 7    | 216    | San Diego Chargers   | Seth Burford                                  | QB                                            | Cal Poly SLO                                  | Ind.                                          |
|  | 7    | 217    | Atlanta Falcons      | Michael Coleman                               | WR                                            | Widener                                       | Middle Atlantic                               |
|  | 7    | 218    | Minnesota Vikings    | Chad Beasley                                  | OT                                            | Virginia Tech                                 | Big East                                      |
|  | 7    | 219    | Cincinnati Bengals   | Joey Evans                                    | DE                                            | North Carolina                                | ACC                                           |
|  | 7    | 220    | Indianapolis Colts   | Josh Mallard                                  | DE                                            | Georgia                                       | SEC                                           |
|  | 7    | 221    | Kansas City Chiefs   | Maurice Rodriguez                             | LB                                            | Fresno State                                  | WAC                                           |
|  | 7    | 222    | Jacksonville Jaguars | Kendall Newson                                | WR                                            | Middle Tenn. State                            | Sun Belt                                      |
|  | 7    | 223    | Arizona Cardinals    | Mike Banks                                    | TE                                            | Iowa State                                    | Big 12                                        |
|  | 7    | 224    | New Orleans Saints   | Derrius Monroe                                | DE                                            | Virginia Tech                                 | Big East                                      |
|  | 7    | 225    | Tennessee Titans     | Darrell Hill                                  | WR                                            | Northern Illinois                             | MAC                                           |
|  | 7    | 226    | New York Giants      | Daryl Jones                                   | WR                                            | Miami (FL)                                    | Big East                                      |
|  | 7    | 227    | Cleveland Browns     | Joaquin Gonzalez                              | OT                                            | Miami (FL)                                    | Big East                                      |
|  | 7    | 228    | Denver Broncos       | Chris Young                                   | S                                             | Georgia Tech                                  | ACC                                           |
|  | 7    | 229    | Houston Texans       | Greg "Stylez G." White                        | DE                                            | Minnesota                                     | Big Ten                                       |
|  | 7    | 230    | Washington Redskins  | Jeff Grau                                     | C                                             | UCLA                                          | Pac-10                                        |
|  | 7    | 231    | Denver Broncos       | Monsanto Pope                                 | DT                                            | Virginia                                      | ACC                                           |
|  | 7    | 232    | Seattle Seahawks     | Jeff Kelly                                    | QB                                            | Southern Miss                                 | C-USA                                         |
|  | 7    | 233    | Tampa Bay Buccaneers | Tim Wansley                                   | CB                                            | Georgia                                       | SEC                                           |
|  | 7    | 234    | Washington Redskins  | Greg Scott                                    | DE                                            | Hampton                                       | MEAC                                          |
|  | 7    | 235    | Oakland Raiders      | Ronald Curry                                  | WR                                            | North Carolina                                | ACC                                           |
|  | 7    | 236    | Baltimore Ravens     | Wes Pate                                      | QB                                            | Stephen F. Austin                             | Southland                                     |
|  | 7    | 237    | New England Patriots | Antwoine Womack                               | RB                                            | Virginia                                      | ACC                                           |
|  | 7    | 238    | Philadelphia Eagles  | Raheem Brock                                  | DE                                            | Temple                                        | Big East                                      |
|  | 7    | 239    | San Francisco 49ers  | Eric Heitmann                                 | C                                             | Stanford                                      | Pac-10                                        |
|  | 7    | 240    | Tennessee Titans     | Carlos Hall                                   | DE                                            | Arkansas                                      | SEC                                           |
|  | 7    | 241    | Miami Dolphins       | Leonard Henry                                 | RB                                            | East Carolina                                 | C-USA                                         |
|  | 7    | 242    | Pittsburgh Steelers  | Brett Keisel†                                 | DE                                            | BYU                                           | MWC                                           |
|  | 7    | 243    | St. Louis Rams       | Chris Massey                                  | FB                                            | Marshall                                      | MAC                                           |
|  | 7    | 244    | Atlanta Falcons      | Kevin Shaffer                                 | OT                                            | Tulsa                                         | WAC                                           |
|  | 7*   | 245    | New York Giants      | Quincy Monk                                   | LB                                            | North Carolina                                | ACC                                           |
|  | 7*   | 246    | Jacksonville Jaguars | Steve Smith                                   | DB                                            | Oregon                                        | Pac-10                                        |
|  | 7*   | 247    | Jacksonville Jaguars | Hayden Epstein                                | K                                             | Michigan                                      | Big Ten                                       |
|  | 7*   | 248    | San Francisco 49ers  | Kyle Kosier                                   | OT                                            | Arizona State                                 | Pac-10                                        |
|  | 7*   | 249    | Buffalo Bills        | Rodney Wright                                 | WR                                            | Fresno State                                  | WAC                                           |
|  | 7*   | 250    | Tampa Bay Buccaneers | Tracey Wistrom                                | TE                                            | Nebraska                                      | Big 12                                        |
|  | 7*   | 251    | Buffalo Bills        | Jarrett Ferguson                              | RB                                            | Virginia Tech                                 | Big East                                      |
|  | 7*   | 252    | Detroit Lions        | Matt Murphy                                   | TE                                            | Maryland                                      | ACC                                           |
|  | 7*   | 253    | New England Patriots | David Givens                                  | WR                                            | Notre Dame                                    | Ind.                                          |
|  | 7*   | 254    | Tampa Bay Buccaneers | Aaron Lockett                                 | WR                                            | Kansas State                                  | Big 12                                        |
|  | 7*   | 255    | Tampa Bay Buccaneers | Zack Quaccia                                  | C                                             | Stanford                                      | Pac-10                                        |
|  | 7*   | 256    | San Francisco 49ers  | Teddy Gaines                                  | DB                                            | Tennessee                                     | SEC                                           |
|  | 7*   | 257    | Washington Redskins  | Rock Cartwright                               | RB                                            | Kansas State                                  | Big 12                                        |
|  | 7^   | 258    | Carolina Panthers    | Brad Franklin                                 | CB                                            | Louisiana–Lafayette                           | Sun Belt                                      |
|  | 7^   | 259    | Detroit Lions        | Victor Rogers                                 | OT                                            | Colorado                                      | Big 12                                        |
|  | 7^   | 260    | Buffalo Bills        | Dominique Stevenson                           | LB                                            | Tennessee                                     | SEC                                           |
|  | 7¤   | 261    | Houston Texans       | Ahmad Miller                                  | DT                                            | UNLV                                          | MWC                                           |